# カルミネ・クロッコ
カルミネ・クロッコ（Carmine Crocco, 1830年6月5日−1905年6月18日）、別名ドナテッリ（Donatello）は19世紀イタリア統一直後、南イタリア山岳地帯の盗賊団を統率して新政府勢力に抵抗したブリガンテ（山賊と和訳される）（→イタリア統一運動#ブリガンテの取り締まり参照）の中で最も有名な人物。現在のバシリカータ州北部のヴルゥトゥーレ−メルフェーゼ地方を主な勢力範囲としたが、その影響力はカンパーニア州のイルピニア地方、プーリア州のカピタナータ地方、バーリ地方にまで及び、イタリア南部広域に亘って軍事行動を行った。
貧しい身分から2千人を配下に従えるようになり、「無頼の大将（Generale dei Briganti）」「総大将（Generalissimo）」と呼ばれた。クロッコは、イタリア統一戦争当初はイタリア統一を目指すガリバルディの遠征軍に与したが、後に翻って祖国両シチリア王国防衛・再興を果たすためのレジスタンス運動を行った。約4年間のレジスタンス期に彼はこの時代で最も恐れられた無頼の輩となり、その首には2万リラの賞金がかけられた。クロッコはブリガンテであると同時に民衆の英雄とも目されており、ガリバルディの南イタリア遠征を侵略と見なす反リソルジメント主義者にとっては現在もなお象徴的存在と見なされている。
（注）本稿はイタリア語版 Carmine Crocco を翻訳したものである（2011年5月1日現在）。イタリア語版の引用注は省略したが、イタリア語版に収録されている参考文献はすべて本稿最終項目に転載した。

## 生涯

### 幼年期

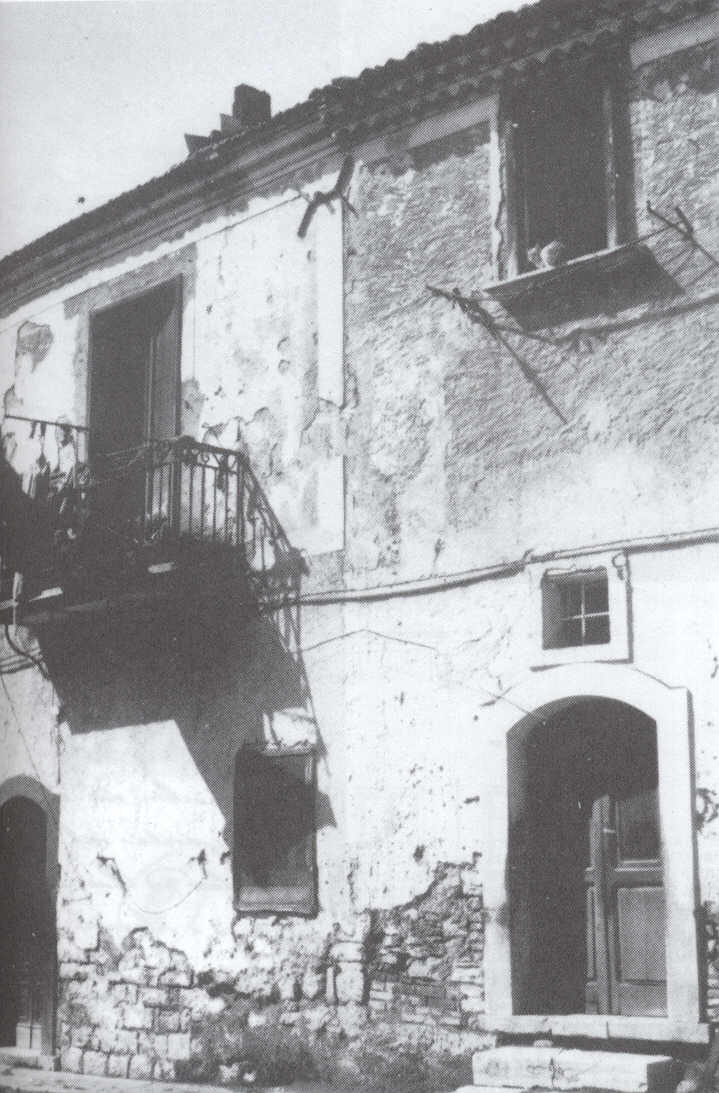
クロッコの生家

カルミネ・クロッコは現在のバシリカータ州ヴルゥトゥーレ地方リオネーロ・イン・ヴルトゥレに生まれた。当時の人口は約1万人。別称ドナテッロは彼の父方の祖父ドナテッロ・クロッコに由来すると言われる。父フランチェスコは羊飼い、母マリア・ジェラルダ・サントマウロは 農場管理人だったと言われる。カルミネは5人兄弟の2番目で、貧しいながらも平穏かつ勤勉な幼年期を送った。半島戦争（スペイン独立戦争）に出兵し左足を失った叔父から戦争の話を聞き、読み書きを習ったという。
1836年4月のある朝家の中に猟犬が入って来てウサギに襲いかかり家の外に引きずり出して噛み殺したので、カルミネの兄ドナートがこの犬を棍棒で打ち殺すということがあった。運の悪いことに、これが地主の飼い犬であったため、ドナートはこれを知った地主にひどく鞭打たれることになった。妊娠中の母がこれに割って入り容赦を乞うたが、地主に腹を強く蹴られて腹の子供を堕すことになった。また、この数日後にはカルミネの父が地主に対する殺人未遂で逮捕・投獄されてしまった。無実が証明されたのは2年半後であった。 
この一連の災いのために母は精神を病んだ。僅かばかりの家財は売り払われ、子供たちは親戚にあずけられた。

### 思春期
父の投獄と母の発病によりカルミネは兄ドナートと共にプーリアに羊飼いとして働きに出された。発作的に故郷に戻ったとき、母は既に彼を識別できなくなっており時を経ずして収容先で死んだ。1845年、ようやく14歳になったばかりの頃、水嵩の増したオファント川を無謀に渡ろうとしていたアテッラの貴族ドン・ジョヴァンニ・アクイレッキアの命を助けた。謝礼として贈られた50ドゥカーティで故郷に帰り、今度はドン・ジョヴァンニの義理の兄弟ドン・ピエトロ・ジニステッリの助力で父の釈放を実現させた。しかし、家に戻った父は衰弱しており、結局は彼が一家を支えるためにドン・ビアージョ・ロヴァーリオの農場に小作に出なければならなかった。
1847年5月のある日、カルミネは一家の災いの種であった地主ドン・ヴィンチェンツォの息子ドン・フェルディナンドと知り合うが、この息子は父とは異なりむしろ父の過誤を悔いて若いカルミネに農園管理を託そうとした。しかし、カルミネはこれを断り、むしろ3つの古墳を借り受けることを望んだ。これを利用して200スクードの儲けを出し、それで徴兵義務を免れようとしたためである（両シチリア王国には兵役を納付金で代える制度があった）。ドン・フェルディナンドはこれに承諾したが、1848年3月15日ナポリにてスイス兵に殺害されたために、二人の取り決めは反故となった。かくしてカルミネはフェルディナンド2世軍、第一砲兵連帯に配属されてパレルモとガエータに駐屯した。彼の軍隊生活は長く続かなかった。仲間を殺害し、軍隊から逃走せねばならなくなったためである。

### 復讐と逃亡
カルミネが出征してから一家の趨勢は18歳の妹ロジーナの手に委ねられることになるが、彼女はやがてペッピーノ・カルリなる地元有力者からしつこく言い寄られるようになった。ロジーナにその気はなく、彼女の頑な拒否に耐えかねたペッピーノはついに彼女を殴り、行く先々で彼女の悪口を言うようになる。親類に助けを求めたロジーナであったが、この事件はカルミニネの知るところとなり、激高したカルミネは妹の不名誉を挽回する決意をする。
当時ドン・ペッピーノは夕方にクラブで賭博に興じる習慣があり、カルミネはこれを知って彼の家で帰りを待ち伏せた。帰宅したドン・ペッピーノを見つけると、カルミネは妹に対する仕打ちをなじり、「mascalzone（悪党め！）」と口汚く罵った。逆上したドン・ペッピーノがカルミネを殴ると、カルミネはナイフを取り出し彼を刺し殺してしまった。人殺しとなったカルミネは軍役を放棄し逃亡する。隠れ家となったのはフォレンツァの森の中。そこは法を犯した者たちが逃げ込む場所であった。
後にクロッコの手下となって「イタリア統一軍（サヴォイア軍）」に反旗を翻すことになる他の山賊たち、すなわち、ジュゼッペ・スンマ（別名ニンコナンコ）、ヴィンチェンツォ・マストロナルディ（別名スタッコーネ）らがクロッコに出会うのはこの時期である。彼らは武装して山賊団を形成し、強盗や誘拐を行って生き延びていた。カルミネは郷里リオネーロには秘密裏にたびたび戻っていたが、ある日この町で逮捕される。禁固19年の断罪のもと1855年10月13日ブリンディジ監獄へ送られる。しかし、1859年12月13日脱獄に成功。モンティッキオの森に潜伏した。

### 自由運動

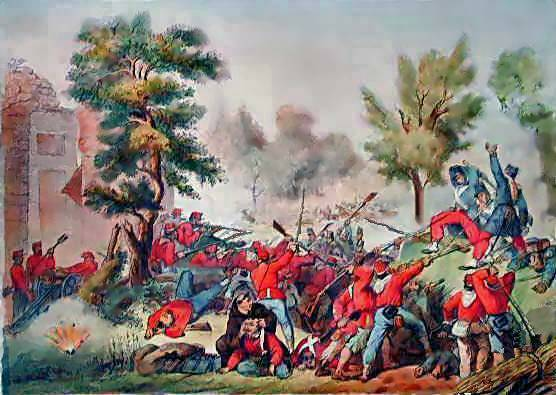
ヴォルトゥルノの闘い。クロッコはガリバルディ軍とともに闘った

脱獄後、カルミネはメルフィ郡の長官ドン・デチオ・ロルディを介してガリバルディの義勇軍が兵を募集していることを知る。時はシチリアを制圧した千人隊が両シチリア王国の最後の砦、王都ナポリに進軍するところであった。ガリバルディ軍として闘えば恩赦が得られると聞いて、カルミネは1860年8月17日に仲間を引き連れてガリバルディ軍に合流、有名なヴォルトゥルノの闘い（1860年9月26日ー10月2日）にも一部隊の隊長となって参戦した。
凱旋したカルミネはポテンツァの長官ジャチント・アルビーニの元を訪れ恩赦は実施されるだろうと聞かされるが、実際には恩赦は与えられず逆に逮捕される。しかもリパカンディダ村の自警団長ミケーレ・アナスタシアを誘拐したことで罪は重くなっていた。これは8月のリソルジメント運動より以前に、盗賊団の仲間マストロナルディと共に犯した罪であった。カルミネはコルフへ逃げようとしたところをチェリニョーラで捕らえられ収監された。
再び脱獄したクロッコは新政府が果たし得なかった約束に失望し、フランチェスコ2世の下でブルボン家の復興を目指す南イタリア主義者たち近づく。そして土地の神父と有力者の支援のもと、元ブルボン軍兵士のほかルカーノ（現バジリカータ州の旧名）のならず者たちを集結させて2000人規模の部隊を率いることになる。クロッコの下にあったのは43の盗賊団で、各盗賊団には軍曹1名と伍長2名が付いた。以来、彼らの攻撃はブルボン家の軍旗の下で行われた。

### フランチェスコ2世の下で
クロッコは1861年の復活祭には10日間でヴルトゥレ（Vulture）一帯を制圧することになる。4月7日にラーゴペゾーレ（Lagopesole）を襲撃して城を味方の守備要塞とし、8日はリパカンディダ（Ripacandida）のイタリア国家警備隊（Guardia Nazionale Italiana：1860年から1876年まで活動したイタリア統一新政府による治安維持を目的とする軍組織）駐屯地を攻略した。クロッコは即座にサボイア政権の陥落を宣言し、フランチェスコ2世の旗と紋章を町に掲げた。10日にはヴェノーザ（Venosa）に入りこれを手中にする。このとき後にイタリア王国14代首相となるフランチェスコ・サヴェリオ・ニッティの祖父フランチェスコ・ニッティが彼らの手により殺されている。
続いて15日にはラヴェッロ（Lavello）、メルフィ（Melfi）へと意気揚々と進軍したが、一説に寄ると、このときの彼らの略奪行為はことに凄惨であったらしい。間もなくポテンツァ（Potenza）、バーリ（Bari）、フォッジャ（Foggia）から新政府側の援軍が派遣されたため、クロッコはメルフィを諦め、直近の手下を連れてアヴェリーノ（Avellino）方面へ移動し、アクイローニア（Aquilonia）、カリトリ（Calitri）、サンタンドレーア・ディ・コンツァ（Sant'Andrea di Conza）、サンタンジェロ・デイ・ロンバルディ（Sant'Andrea dei Lombardi）を数日のうちに占拠した。ルカーニア（現バシリカータ州）を超えてイルピーニア（カンパーニア州）にまで勢力を伸ばしたクロッコの来襲は地元民に大きな衝撃を与えた。例えば、トレヴィーコ（Trevico）やヴァッラータ（Vallata）などの町はクロッコの影響を受け、土地の盗賊団を反政府組織に再編成しチリアコ・チェッローネ（Ciriaco Cerrone）なる野盗を指揮官に据えたほどであった。クロッコの進軍はさらにプーリアとの境界も超えた。彼の配下にあったサンターガタ・ディ・プーリア（Sant'Agata di Puglia）出身のジュゼッペ・スキアヴォーネ（Giuseppe "Sparviero" Schiavone）が支えとなって、前述のサンタガタのほかボヴィーノ（Bovino）、テッラ・ディ・バーリ（Terra di Bari）へと前進したのである。
この頃時を同じくして、クロッコはかつて彼を支えガリバルディ軍への入隊を進めたデチオ・ロルディが実は裏切り者であり新政府側に彼の情報を漏洩していることを知る。ロルディへの報復を決意。手下の者たちに拉致を命じて自らはエボリ（Eboli）一帯を目指して出発した。一方、ロルディは護衛を付けて警戒。盗賊たちに襲われたものの逆にこの者たちを圧倒して逃亡に成功、事無きを得た。この一件以来、カルミネはこれまで自分を支援しているかに見えた地元有力者たちを一切信用しなくなった。1861年8月クロッコは武装集団の解散を計画する。この頃ジュリオ・デ・ローランド男爵（Giulio De Rolland）が新政府のバシリカータ長官にとしてピエモンテから赴任する。前任のジャコモ・ラチョッピ（Giacomo Racioppi）はクロッコら盗賊団に煽動された反政府運動が収束しないことを批判され解任されたところであった。

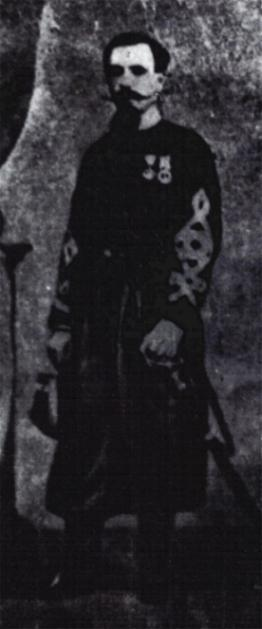
将軍ホセ・ボルヘス

しかしブルボン家亡命政府による兵力増強支援が約束されると、クロッコは再び闘いに戻る。ブルボン家将軍トンマゾ・クラリ（Tommanso Clary）の命により、1861年10月22日スペイン人将軍ホセ・ボルヘス（José Borjes）が到着。ボルヘスはこの直前にカラブリアからイタリアに上陸していたところ、前述のクラリ将軍づてにクロッコの連戦連勝を聞くに至って彼との面談を画策した。二人の邂逅はラーゴペーゾレの森中であった。ボルヘスはクロッコの中に反新政府勢力の希望を見いだし彼を信頼した。そして彼の部隊に軍規と戦術を授け、正規軍に仕立てることを望んだ。また少数の中道派をも取り込んでその組織を刷新し、新兵として自らの隊に入隊させようと計画した。彼の目標はポテンツァ攻略であった。この時期ポテンツァの新政府守備隊はなおも堅牢を保っていたからである。クロッコはボルヘスに忠実であった。しかし、ボルヘスに対して親しみを感じたことは一度たりともなく、ボルヘスが自分の指揮に干渉するのを警戒していた。カルミネにとってボルヘスは「気の毒な夢想家（povero illuso）」であった。
この間にポテンツァから助っ人が加わった。フランス人オーギュスタン・マリ・オリヴィエ・ドゥ・ラングレ（Augustin Marie Olivier De Langlais）である。この男は生粋のブルボン王政復古主義者という触れ込みであったが、その言動には曖昧さが目立った。ボルヘスは日記に「『将軍だ』と売り込んできたが、その行動は馬鹿者同然だ」と記している。いずれにせよドゥ・ラングレはこの後クロッコと共に数多くの侵略に参加した。

### ポテンツァ攻略へ向けて

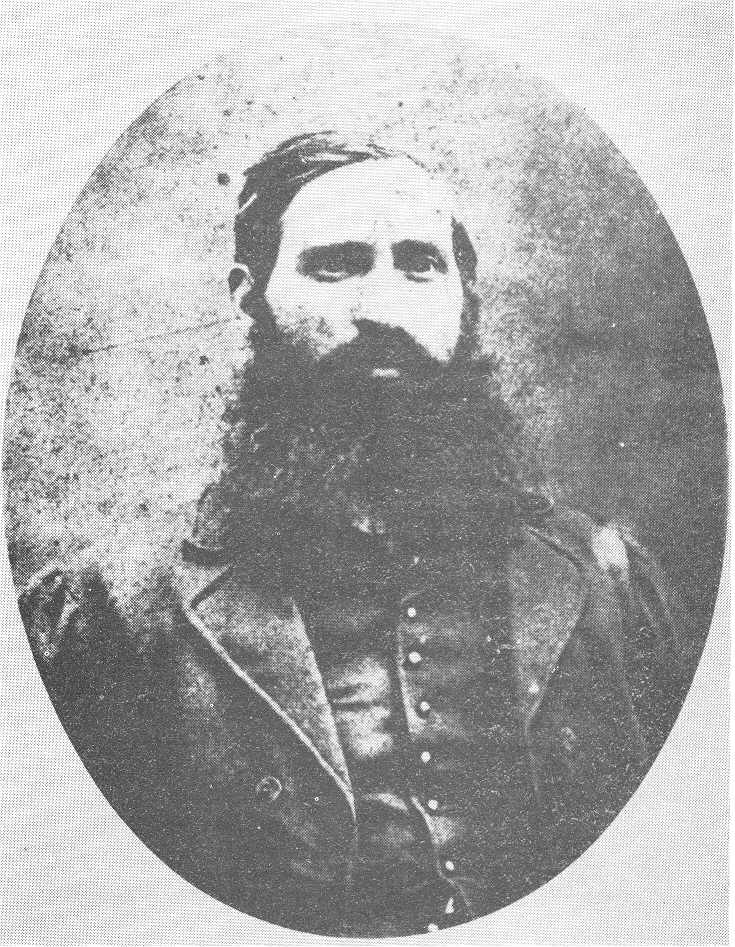
いつもの帽子を冠っていないクロッコ

クロッコは自らが率いる武装集団とボルヘスの軍隊500人と共にラーゴペーゾレを出発。バセント川流域の町村では兵員を増強しつつ、トリヴィーニョ（Trivigno）を襲い新政府の国家警備隊をまたたくまに敗走させ、住民を服従させた。マテラ地方に移動して、11月5日にはバセント川左岸の小さな集落カルチャーノ（Caqlciano）、次にガラグーゾ（Garaguso）を襲った。ガラグーソに向う途中で出会った司祭から慈悲を嘆願されるようなこともあり、残虐行為は皆無ではなかったものの、一帯は特別な混乱を招くこともなく占拠された。
翌朝はサランドラ（Salandra）へ。国家警備隊がよく守る村であったが、サヴォイア新政府を憎む地元住民の協力のもとクロッコ一味はこれを手中にする。続いてクラーコ（Craco）、住民の穏やかな嘆願により流血は避けられた。そしてアリアーノ（Aliano）、容易に手中に落ちたのは新政府側が既に逃亡しており、住民が反逆者たちを暖かく迎えたからであった。クロッコらの行動に焦燥を深めたマテーラ地方長官は、ついに歩兵、狙撃兵、国家警備兵の大隊からなる1200人規模の兵力を配備する。闘いはスティリアーノ（Stilgliano）周辺で展開した。予想以上に厳しい闘いとなり、仲間から多くの死者を出したものの、最終的にはクロッコ側が勝利した。これはクロッコの右腕と称されたニンコナンコの援軍のおかげであった。ニンコナンコは僅か100人の手下で思い切った作戦に出て、撤退逃亡する敵軍の隊長を殺害し首を刎ねた（彼は闘争・略奪の際の残忍さで恐れられていた）。
グラッサーノ（Grassano）、グアルディア・ペルティカーラ（Guardia Perticara）、サン・キーリコ・ラパーロ（San Chirico Reparo）、ヴァーリオ（Vaglio）など多くの町村が攻略された。クロッコの軍隊は11月16日ポテンツァの近くまで侵攻していたが、結局ピエトラガッラ（Pietragalla）に向って逃亡せざるをえなかった。何故なら、新政府側に寝返った元ブルボン派がクロッコらの来襲を警告し、金と引き換えに彼らに武器を与えていたからである。11月22日クロッコらはベッラ（Bella）に到着、ルーヴォ・デル・モンテ（Ruvo del Monte）、バルヴァーノ（Balvano）、リチリアーノ（Ricigliano）、ペスコパガーノ（Pescopagano）を占拠した。しかし新政府側がピエモンテからおびただしい数の援軍で増強されると、クロッコはそれ以上の戦闘行為は不能となり、仲間にモンティッキーノ（Montecchnino）の森中に撤退するよう命じた。アジトに戻るとすぐにクロッコは将軍ボルヘスとの関係を絶った。既に勝利に対する自信を失っており、ボルヘスの配下に置かれることを嫌ったためだった。ボルヘスはクロッコの変節を受け入れることはできなかった。彼はブルボン王フランチェスコ2世に会うために部下24名とローマに向った。しかし道中新政府軍の兵隊に捕らえられ、タリアコッツォ（Tagliacozzo）で部下たちと共に銃殺された。

### カルーゾの裏切り

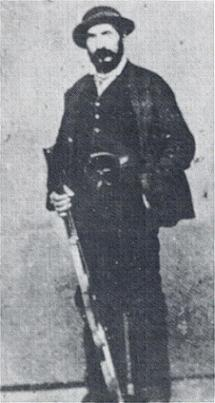
ジュゼッペ・カルーゾ

このときからクロッコは武器や金銭の供与・援助を失い、富裕者層を対象に身代金目当ての誘拐や強盗を繰り返す。進出規模は遥かフォッジャ（Foggia）、バーリ（Bari）、レッチェ([Lecce）、ジノーザ（Ginosa）、カステッラネータ（Castellaneta）にまで及んだが、これはプーリア出身の盗賊セルジェンテ・ロマーノ（Sergente Romano）という協力者を得たからであった。1862年2月二人はアンドリア（Andria）とコラート（Corato）周辺に集結。国家警備隊の兵士を殺害し農場を略奪した。
1862年8月リオネーロの民事安全局（Pubblica Sicurezza）代表のヴェスパジアーノ・デ・ルーカ（Vespasiano De Luca）はクロッコとカルーゾに司法取引を持ちかけた。デ・ルーカは二人を民事裁判に掛けることができれば死刑は回避できると約束し、クロッコには新政府が決定した島への流刑を提示した。しかし交渉は失敗に終わった。1863年3月クロッコの一味、ニンコナンコ、カルーゾ、カポラル・テオドーロ、サッケティエッロ、マーラカルネらはサルッツォのビアンキ隊長率いる騎兵隊を攻撃した。15人の騎兵が撲殺された。
カルーゾはこれまでクロッコの最も優秀な歩哨だったが、この時期にクロッコとの関係が悪化する。理由には不可解な点が多いが、それはカルーゾがクロッコの意思に反して捕虜の新政府軍兵士を皆殺しにし、それに怒ったクロッコが今度はアテッラ（Atella）の盗賊団を虐殺したときに始まったとも言われる。またクロッコがカルーゾの愛人フィロメーナ・ペンナッキオ（Filomena Pennachio）を奪ったからだという説もある。
1863年9月14日カルーゾはリオネーロのフォンターナ将軍に投降する。そしてクロッコを筆頭に昔の同胞たちへの報復を用意していた。将軍エミリオ・パッラヴィチーニ（Emilio Pallavicini：教皇庁に迫ろうとしたガリバルディをアスプロモンテ (Aspromonte) で阻止したことでも有名）を頼って、クロッコの計画やアジトを暴露した。この情報漏洩により多くの者たちが死に、クロッコの部隊は徐々に弱体化した。

### 逮捕と死
カルーゾの裏切りとともに、国家警備隊の兵力増強が加速し、クロッコの部隊はオファント（Ofanto）に向けての退却を余儀なくされた。それから数日のうちにクロッコに占拠されたり、彼の下で蜂起した町村はことごとく新政府当局の支配下に戻った。クロッコとその一味は森に潜伏し、寛容措置の発令に期待するほかなかった。クロッコの覇権はいまや衰退し、彼の部隊にはほんの一握りの者たちしか残っていなかった。
1864年7月25日パッラヴィチーニの警備隊がオファントにクロッコを急襲。彼の部隊は大打撃を受ける。いまや避けようもない敗北を目の当たりにして、クロッコは教皇派の援助に一縷の望みを託す。ピウス9世はかつて両シチリア王国を支持していたからである。しかし、クロッコは教皇に拝謁するどころか、教皇庁の兵士に捕らえられローマで投獄されたのであった。そして彼が教皇領に持ち込んだ莫大な金はすべて押収された。
クロッコの逮捕により、彼の配下にいた多くの男たちがヴルトゥーレ-メルフェーゼ地域での盗賊行為の廉で処刑されるか、投降せざるを得なくなった。クロッコはマルシリア（Malsiglia）の獄へ、続いてパリアーノ（Paliano）、カゼルタ（Caserta）、アヴェッリーノ（Avellino）そしてポテンツァ（Potenza）へと移された。彼の知名度は大変なもので、刑務所間を移送されるクロッコを一目でも見ようと、人々は大挙して押し寄せた。ポテンツァのアッシッセ法廷（Corte d'Assisse）で行われた裁判で検事カミッロ・ボレッリ（Camillo Borelli）が彼に帰した罪状は殺人62件、殺人未遂13件、戦闘被害120万リラ、そして強盗恐喝などの犯罪多数であった。
1872年9月11日クロッコに死刑判決が下されるが、刑は終身強制労働に換えられた。彼はまずサント・ステーファノ島（Santo Stefano）の刑務所に入れられるが、ここで回想録を1889年3月27日に書く。次に移されたのはリヴォルノ地方のポルトフェッラーイオ（Portoferraio）で、ここで1905年6月18日に死ぬまで最後の時を過ごした。

## 私生活
先述の女無頼、フィロメーナ・ペンナッキオ（Filomena Pennachio）のほかに、カルミネ・クロッコが最初に関係を持った女性はオリンピアと呼ばれた。次いでマリア・ジョヴァンナ・ティート（Maria Giovanna Tito）。クロッコがガリバルディ軍に加勢した頃で、この女性はクロッコの部隊に加わり、オリンピアをクロッコから遠ざけた。オリンピアはその後フロジローネ地方の無頼キアヴォーネ（Chiavone）とも呼ばれたルイジ・アロンズィ（Luigi Alonzi）と関係した。クロッコは次にサンターガタ・ディ・プーリアで彼の代理役を勤めていたサッキッティエッロの盗賊団で酒管理をしていた女に近づいてティートを捨てる。しかしティートはクロッコとの関係が終わった後も1864年の彼の逮捕まで、常に彼の下で活動した。

## 自伝に関する論争
クロッコの回想はその真正性をめぐって今なお論争が絶えない。クロッコが記憶していたものを紙に書き留め、イタリア王国軍の隊長（刑務所長）エウジェニオ・マッサ（Eugenio Massa）が手助けをしたという。
敗者の足跡を消すために、自伝的記述は装飾・捏造されているとも言われる。トンマーゾ・ペディオ（Tommaso Pedio、ポテンツァ出身の歴史家、作家、 1917年11月17日-2000年6月30日）は事実に即していないか、もしくは正確に再構成されていない逸話を指摘している。ベネデット・クローチェはクロッコの自筆自伝を全て贋作としている。エットーレ・チンネッラ（Ettore Cinnella、歴史家、1947年-）は復讐譚は根拠が薄いと考えている。
一方、バシリーデ・デル・ツィオ（Basilide Del Zio）はクロッコの手によるものは真実であると考えている。インドロ・モンタネッリは誇張と隠匿にまみれた一作品ではあるが、無頼たちの生き様を巧みに記述していると一定の評価を与えた。